# 黑钨矿
黑鎢礦（英語：Wolframite），又稱鎢錳鐵礦，是一種含鐵錳鎢酸鹽礦物，化學式為(Fe,Mn)WO4，是鎢鐵礦（FeWO4）和鎢錳礦（MnWO4）的中間礦物。黑鎢礦和白鎢礦是重要的鎢礦石。黑鎢礦發現於花崗岩侵入體伴生的石英脈和偉晶岩中。伴生礦物包括锡石、白钨矿、铋、石英、黄铁矿、方铅矿、闪锌矿和砷黄铁矿。

## 性質
黑鎢礦系列主要是由矽卡岩相關的岩漿-热液過程或變質過程形成的。在常見的花崗岩礦床中，黑鎢礦可在雲英岩和礦脈中發現，因為其形成與這兩種結構相關。

## 名稱
黑鎢礦的名稱「Wolframite」來自德語「Wolf Rahm」，這是約翰·嘎爾修特·瓦萊里烏斯在1747年給鎢起的名稱。而此名稱又源於格奧爾格·阿格里科拉在1546年給該元素起的名字「Lupi Spuma」，意為「狼泡沫」或「狼奶油」，似乎是指礦物在提取過程中消耗大量錫，這種現象被比作狼吃羊。

## 世界礦產的開採和儲備
截至2022年，估計世界鎢礦產量為84000公噸。中國是鎢的最重要生產國，產量估計為71000公噸，因此，世界鎢供應由中國出口主導。其次是越南、俄羅斯、玻利維亞和盧旺達，估計分別為4800噸、2300噸、1400噸和1100噸。
截至2022年，鎢的估計世界儲量為380萬公噸。其中，中国的钨储量最大，为180萬公噸。其次是俄羅斯、越南、西班牙和奧地利，分別為40萬噸、10萬噸、56000噸和10000噸。

## 用途
黑鎢礦被認為是金屬鎢的主要來源，具有很高的价值。鎢是一種强度高、密度大、熔点高的材料，可用於製造白熾燈絲和穿甲彈，以及堅硬的碳化鎢工具機。在第二次世界大戰期間，黑鎢礦是一種戰略資產，因為其在彈藥和工具中使用。
在19世紀，鎢鹽被用於棉花染色以及舞台服裝的阻燃劑。黑鎢礦用於製造用於紡織工業的鎢酸。
鎢在現代的一種主要用途是作為各種化學反應的催化劑。鎢的一種催化用途是作為加氫裂化催化劑，用於提高碳氢化合物提炼过程中汽油等有机成分的产量，以及減少有害污染和副產物。鎢的另一種催化用途是脱氮氧化物催化劑，用於處理氮氧化物排放，將有害的氮氧化物轉化為惰性N2氣體。
鎢的另一種現代用途是潤滑劑。二硫化鎢（WS2）是一種潤滑劑，其動摩擦係數約為0.03。二硫化鎢可分別在583°C和1316°C的溫度下用於空氣和真空中。這些特性使該潤滑劑可以在極端條件下工作。
在剛果戰爭期間，由於在剛果民主共和國出現了不道德的採礦行為，黑鎢礦被認為是一種衝突礦石。